# Sculptură populară (Mihăileni)
Sculptură populară este un ansamblu de sculpturi vernaculare amplasat în Mihăileni, raionul Rîșcani, Republica Moldova. Este un monument de artă de importanță națională inclus în Registrul monumentelor Republicii Moldova ocrotite de stat cu nr. 2169 (raionul Rîșcani). Datează din sec. XIX.